# Natale a casa Battista
Natale a casa Battista è stato un programma televisivo italiano di genere commedia, andato in onda in un'unica serata su Rai 2 il 16 dicembre 2019 con la conduzione di Maurizio Battista.